# China National Building Material
China National Building Material (CNBM) est une entreprise publique chinoise produisant du ciment, de gypse, de matériau de construction, de la fibre de verre, etc.

## Histoire
En août 2016, CNBM, qui a alors 134 000 employés, annonce le début de discussions pour acquérir l'entreprise chinoise publique Sinoma, ayant elle 56 000 salariés et produisant du ciment, de la fibre de verre ou encore des équipements de constructions. Le nouveau ensemble prendra pour nom « China Construction Materials Group »,.